# سینمای سنگاپور

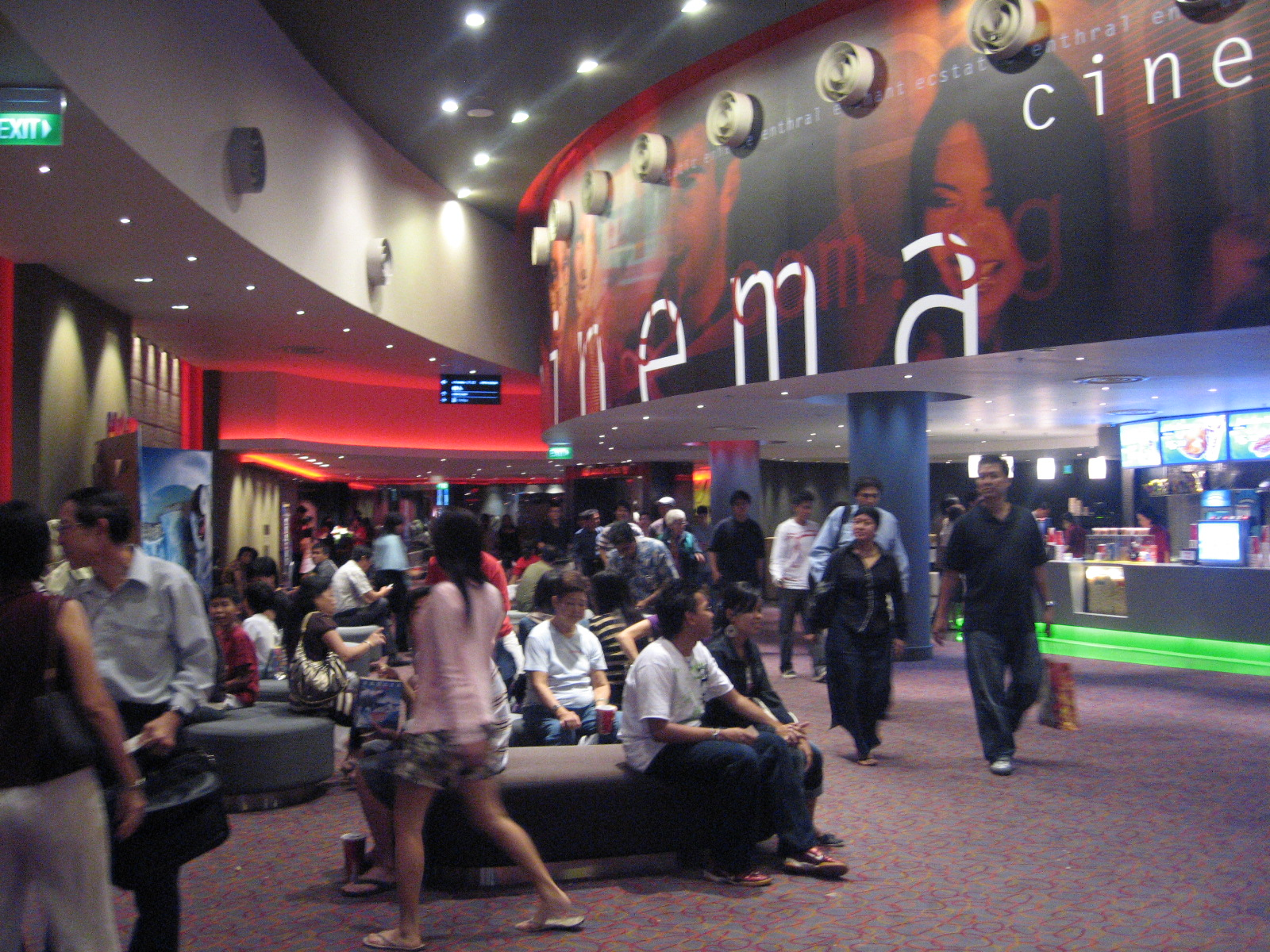
پردیس سینمایی ویوو سیتی در سنگاپور

سینمای سنگاپور طی دهه‌های ۵۰ و ۶۰ با نمایش فیلم‌های چینی‌زبان و مالایی از رونق نسبی به لحاظ اکران برخوردار بود. پس از استقلال سنگاپور در سال ۱۹۶۵ کم‌کم این رونق رنگ باخت. در روند تاریخی بررسی فرهنگ و هنر در این کشور باید دوران استعمار و همچنین تنوع زبان را در نظر داشت. در سنگاپور ۴ زبان انگلیسی، مالایی، چینی و تامیل به عنوان زبان‌های رسمی شناخته می‌شوند. اما درمجموع ساکنان این کشور با نزدیک به ۲۰ زبان مختلف تکلم می‌کنند که این امر نشان‌دهنده تنوع گسترده زبانی و فرهنگی در سنگاپور می‌باشد. حتی بسیاری از تابلوها و علائم در سنگاپور به ۴ زبان رسمی نوشته شده‌اند. در سنگاپور سیاست رسمی آموزشی به ترتیبی است که دانش‌آموزان به‌طور هم‌زمان زبان انگلیسی و زبان مادری خود را می‌آموزند. با این‌همه اولین فیلم رسمی تاریخ سینمای سنگاپور به زبان انگلیسی در سال ۱۹۹۲ ساخته شد.

## پیشینه
سنگاپور از سال ۱۸۲۴ تا ۱۹۶۳ میلادی، به غیر از ۳ سال در زمان جنگ جهانی دوم یکی از مستعمرات بریتانیا بود. در سال ۱۹۴۲ سنگاپور که هنوز مستعمره بریتانیا بود، توسط ژاپن اشغال شد و نیروهای بریتانیایی مجبور به ترک آن شدند. وینستون چرچیل این رخداد را «بدترین فاجعه و بزرگترین تسلیم در تاریخ بریتانیا» نامید. سنگاپور پس از پایان جنگ در سال ۱۹۴۵ میلادی دوباره توسط نیروهای بریتانیایی اشغال شد. ۱۸ بعد در سال ۱۹۶۳ سنگاپور به عنوان عضوی از فدراسیون مالزی استقلال خود را از بریتانیا به دست آورد. این کشور در نهایت ۲ سال بعد در سال ۱۹۶۵ از مالزی جدا شد و به این ترتیب جمهوری سنگاپور شکل گرفت. در تمام این سال‌ها دوربین فیلم‌برداری از ابتدای سده ۲۰ به این سرزمین وارد شده بود و سالن‌های کوچک نمایش فیلم‌های چینی‌زبان و مالایی سرو شکل گرفته بودند. هنرمند شاخصی مانند پ. رمله اگرچه مالزیایی‌تبار بود، کارش را در صنعت فیلم و موسیقی و کارهای ادبی در سنگاپور در سال ۱۹۴۸ آغاز کرد و تا سال ۱۹۶۴ که به زادگاه خود برگشت به اوج زندگی حرفه‌ای خود رسید و نقش مهمی در رونق سینمای سنگاپور داشت. دای تیه‌لانگ از دیگر پیشگامان سینمای سنگاپور است که نقش عمده‌ای در تأسیس جنبش پویانمایی در این کشور ارائه کرد. از مهمترین کارهای انیمیشن او گربهٔ بازرس و گوزن نُه‌رنگ قابل اعتنا هستند.

## سینمای مدرن سنگاپور
اولین فیلم بلند تاریخ سینمای سنگاپور به نام مدیوم در سال ۱۹۹۲ توسط آرتور اسمیت و به زبان انگلیسی با حضور عوامل بومی ساخته شد. می پوک من محصول ۱۹۹۵ ساخته اریک چو کارگردان سنگاپوری اولین فیلمی بود که از سینمای این کشور به یک جشنواره معتبر جهانی ارائه شد. می پوک من در ۱۹امین دوره جشنواره بین‌المللی فیلم مسکو به نمایش درآمد و جایزه فیپرشی را از آن خود کرد. اریک چو از آن پس پیوسته در بدنه سینمایی سنگاپور کار کرده‌است. بو جونفنگ نیز از جمله کارگردانان سنگاپوری بود که توسط جشنواره کن کشف گردید. قلعه شنی ساخته وی در سال ۲۰۱۰ در بخش هفته منتقدان بین‌المللی در جشنواره فیلم کن اکران شد. دیگر ساخته او به نام ۷ نامه به عنوان نماینده سینمای سنگاپور برای حضور در بخش جایزه اسکار بهترین فیلم بین‌المللی هشتاد و هشتمین دوره جوایز اسکار معرفی شد که البته به مرحله نهایی نرسید.

## فیلم‌هایی که تمام یا بخشی از آن در سنگاپور فیلم‌برداری شدند
- ۷ نامه ۲۰۱۵بولو (۱۹۳۸)
- علی‌بابا بوجانگ لاپوک (۱۹۶۰)
- پریا (۱۹۷۸)
- چیزی خوبه که پایانش خوبه ۲ (۱۹۹۳)
- آینه (۱۹۹۹)
- زمان (۱۹۹۹)
- معامله‌گر سرکش (۱۹۹۹)
- ۲۰۰۰ ای‌دی (۲۰۰۰)

- من احمق نیستم (۲۰۰۲)
- ۱۵ (۲۰۰۳)
- پرت (۲۰۰۴)
- راپسودی برنج (۲۰۰۴)
- آواتار (۲۰۰۴)
- وعده (۲۰۰۵)
- کریش (۲۰۰۶)
- هیتمن: مأمور ۴۷ (۲۰۰۷)
- ۸۸۱ (۲۰۰۷)
- ضربه چپ و راست (۲۰۰۹)
- عشق غیرممکن! (۲۰۱۰)
- مشکلی نیست (۲۰۱۰)
- ایلو ایلو (۲۰۱۳)
- روز حساب (۲۰۱۳)
- برابرها (۲۰۱۵)
- ۷ نامه (۲۰۱۵)
- روز استقلال: بازخیز (۲۰۱۶)

۷ نامه ۲۰۱۵

من احمق نیستم ۲۰۰۲

- جانی اینگلیش دوباره حمله می‌کند (۲۰۱۸)
- آسیایی‌های خرپول (۲۰۱۸)

## جشنواره‌های سینمایی
جشنواره بین‌المللی فیلم سنگاپور (SIFF) که از سال ۱۹۸۶ آغاز به کار کرد، به‌عنوان رویدادی برای معرفی و ارائه آثار فیم‌سازان آسیایی و به‌ویژه سینمای آسیای جنوب شرقی شناخته می‌شود. جایزه اصلی این جشنواره پرده نقره‌ای نام دارد. این جشنواره هرسال حوالی آوریل/مه در سنگاپور برگزار شده و سالانه در حدود ۲۰۰ فیلم از بیش از ۴۰ کشور جهان و با تمرکز با سینمای پیشگام آسیا در این جشنواره نمایش داده می‌شود. این جشنواره که بزرگ‌ترین جشنواره سینمایی سنگاپور به‌شمار می‌رود، هرساله در کنار نمایش فیلم‌ها و اهدای جوایز به بهترین‌ها، اقدام به برگزاری نمایشگاه‌ها، کارگاه‌ها و سمینارهای مربوط به سینما برای دست‌اندرکاران و دانشجویان سینما می‌کند.

## آمار و ارقام
در حال حاضر در سنگاپور حدود ۲۲۰ سالن پیشرفته وجود دارد. تولید سرانه سالیانه فیلم بلند در این کشور ۱۴ فیلم بلند و ۱ فیلم انیمیشن است. جمعیت سینماروی این کشور نیز حدود ۲۳ میلیون نفر در سال برآورد شده‌است.